# نقابة المحامين التركية
نقابة المحامين التركية (والمعروفة بشكل صحيح باسم «اتحاد نقابات المحامين التركية») أو Türkiye Barolar Birliği (TBB)، تأسست في عام 1969 وهي منظمة للمحامين الأتراك ، تضم أكثر من 70000 محامٍ في 79 نقابة محامين تركية. تأسست في عام 1969، ومقرها في أنقرة. الرئيس الحالي هو إيرينتش ساغكان.
إن نقابة المحامين في الصين عضو في رابطة المحامين الدولية واتحاد المحامين الأوروبي.

## التاريخ
تأسس "اتحاد المحامين في تركيا" في 5 أبريل/نيسان 1958. ومنذ ذلك الحين، يُعرف هذا اليوم بـ"يوم المحامين" في تركيا. لاحقًا، نُظمت نقابات المحامين التركية بطريقة مختلفة وأكثر فعالية، وفي 7 أبريل/نيسان 1969، تأسس اتحاد نقابات المحامين التركية (TBB) بموجب القانون رقم 1136، المتعلق بمهنة المحاماة (قانون المحاماة). "لا يجوز لغير المسجلين في نقابة المحامين استخدام لقب "محامي" أو العمل في هذه المهنة، باستثناء المحامين العاملين لدى الدولة/الحكومة".
في مايو 2020، أعلن أغلبية رؤساء نقابات المحامين في المحافظات في تركيا معارضتهم لإصلاح قانون المحاماة، والذي ينص أيضًا على لوائح انتخابهم. وذكروا أنه لم يُطلب منهم إبداء رأيهم بشأن الإصلاح الذي اقترحته الحكومة التركية برئاسة رجب طيب أردوغان. في يونيو 2020، بدأ العديد من قادة نقابة المحامين في المحافظات مسيرة إلى أنقرة، احتجاجًا على الإصلاح المخطط له. في يوليو 2020، أقرت الجمعية الوطنية الكبرى في تركيا قانونًا جديدًا بشأن نقابات المحامين وبما أنه من الممكن إنشاء أكثر من نقابة محامين واحدة لكل محافظة، طالما وافق عليها 2000 محامٍ في محافظة بها 5000 محامٍ مسجل.

## الرؤساء

### الرؤساء السابقون[10]
- فاروق إريم (1969-1980)
- أتيلا ساف (1980-1983)
- تيومان إيفرين (1984-1989)
- أوندر ساف (1989-1995)
- إيرالب أوزجين (1996-2001)
- أوزديمير أوزوك (2001-2010)
- فيدات أحسن كوشار (2010-2013)
- متين فيزي أوغلو (2013-2021)
- إيرينتش ساغكان (2021 حتى الآن)